# Карсон, Лиза Николь
Лиза Николь Карсон (англ. Lisa Nicole Carson, род. 12 июля 1969) — американская актриса. Она родилась в Бруклине, Нью-Йорк, где и начала свою карьеру на телевидении с эпизодической роли в «Закон и порядок» в 1991 году. С тех пор она сыграла роли второго плана в фильмах «Узы братства» (1994), «Дьявол в голубом платье» (1995), «Пристанище Евы» (1997) и «Пожизненно» (1999).
Карсон добилась наибольшей известности благодаря ролям Рене Рэддик в сериале Fox «Элли Макбил» (1997—2001, 02) и Карлы Рис в сериале NBC «Скорая помощь» (1996—2001). Обе роли принесли ей номинации на NAACP Image Award. В 2000-01 годах она оказалась в центре внимания прессы после серии арестов и госпитализации в психиатрические учреждения, по предположениям из-за наркозависимости. Вследствие этого в 2001 году она была уволена из обоих шоу. С тех пор Карсон прекратила актёрскую карьеру, появляясь на экране лишь дважды; в финале «Элли Макбил» в 2002 году, и десять лет спустя в той же роли в сериале «Закон Хэрри».